# 东方省 (赞比亚)
东方省（英文：Eastern Province）是赞比亚10省之一，省內分為15個區，首府奇帕塔。该省与莫桑比克、马拉维接壤。
面积69,106平方公里，2018年人口1,961,269。